# Franska kolonialimperiet

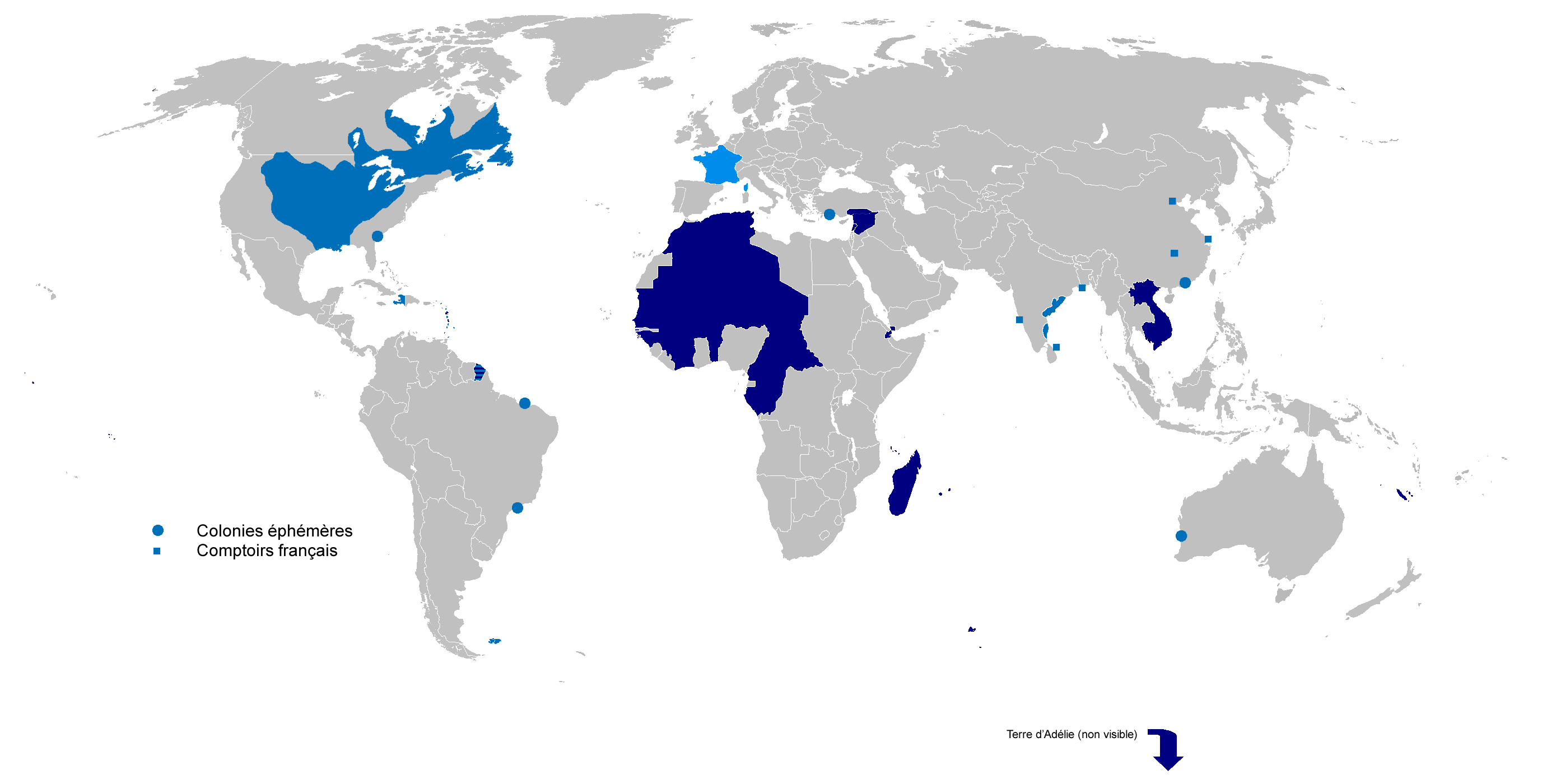
Anakronistisk karta över franska kolonialimperiet (1542–1980). Första franska imperiet i ljusare blått, det andra i mörkblått.

Det franska kolonialimperiet (franska: Empire colonial français) omfattade de utomeuropeiska kolonier, protektorat och mandatområden som kom under franskt styre från 1500-talet och framåt. Före första världskriget var Frankrikes koloniala imperium det näst största i världen efter det brittiska imperiet.
Frankrike började etablera kolonier i Amerika, Västindien och Indien på 1500-talet, men förlorade de flesta av sina ägodelar till Storbritannien och Spanien efter nederlaget i sjuårskriget. Frankrike återuppbyggde ett nytt imperium mestadels efter 1850, främst fokuserat på Afrika, Indokina, och södra Stilla havet. Efter det fransk-tyska kriget, där Tyskland blev den ledande ekonomiska och militära makten på Kontinentaleuropa, sågs förvärv av kolonier och återuppbyggnad av ett imperium som ett sätt att tillhandahålla arbetskraft och öka Frankrikes globala prestige.
Ett viktigt mål var mission civilisatrice, det "civiliserande uppdraget". Även om assimilering erbjöds behandlades kolonialbefolkningen som undersåtar och inte medborgare. Frankrike skickade ett relativt lågt antal nybyggare till sitt imperium, med det anmärkningsvärda undantaget Algeriet, där de franska bosättarna tog makten samtidigt som de var en minoritet.
Under andra världskriget tog Charles de Gaulle och de fria franska styrkorna kontroll över de utomeuropeiska kolonierna, vilka de använde som baser för att befria Frankrike. Efter krigsslutet började anti-koloniala rörelser dock utmana det franska styret, och både Indokina och Algeriet blev självständiga efter krig mot Frankrike. Efter dessa konflikter skedde en relativt fredlig avkolonisering på andra håll efter 1960. 
Den nya franska konstitutionen från 1946 upprättade den franska unionen, som gav begränsad lokal autonomi till de utomeuropeiska besittningarna och bestod till 1958. Nyare rester av kolonialriket integrerades i Frankrike som utomeuropeiska departement och territorier inom den franska republiken. 2021 uppgick dessa till sammanlagt 119 394 km², med en befolkning på 2,8 miljoner. Länkar mellan Frankrike och dess tidigare kolonier kvarstår genom organisationer som OIF, CFA-franc och gemensamma militära operationer som Operation Serval.

## Första franska imperiet (1500-talet till 1814)
Frankrikes första imperium bestod av Nya Frankrike, Haiti i Nordamerika, karibiska öar, och mindre områden i andra världsdelar. Nästan hela imperiet hade förlorats vid Napoleonkrigens slut.

### Amerika
Den franska koloniseringen av Amerika påbörjades under 1500-talet. Trots franska försök att skapa kolonier hindrades de både av Spaniens vilja att bevara ett monopol på amerikanska kolonier och Hugenottkrigen under sent 1500-tal. Tidiga franska försök att grunda kolonier i Brasilien 1555 i Rio de Janeiro-området (France Antarctique) och i Florida (däribland Fort Caroline 1562), och 1612 i São Luís (France Équinoxiale), var inte framgångsrika, på grund av bristande officiellt intresse och portugisisk och spansk vaksamhet.
Historien om Frankrikes koloniala imperium satte igång på riktigt den 27 juli 1605, med grundandet av Port Royal i kolonin Akadien i Nordamerika, i det som nu är Nova Scotia, Kanada. 1608 grundade Samuel de Champlain staden Québec, som skulle bli huvudstaden i den enorma, men glest bosatta, pälshandelskolonin Nya Frankrike. Nya Frankrike lade störst vikt hos pälshandeln, och hade därför en relativt låg befolkning. På grund av detta var det mycket viktigt för fransmännen att få goda förbindelser med den lokala urbefolkningen.
Fransmännen skapade under denna period en serie militära, kommersiella och diplomatiska förbindelser med den lokala urbefolkningen, trots påtryckningar från religiösa ordnar att konvertera dem till katolicism. Genom dessa allianser kunde Frankrike utöva varierande grader av kontroll över stora delar av Nordamerika. 1699 expanderade franska territoriella anspråk i Nordamerika ytterligare, då Louisiana grundades. Det omfattande handelsnätverket i regionen upprätthölls genom ett stort system av befästningar, av vilka många låg i Illinois och i dagens Arkansas. Områden med fransk bosättning var dock under denna period begränsade. I Frankrike fanns det relativt lite intresse för kolonialismen, där fokus istället låg på dominans inom Europa, och under större delen av sin historia låg Nya Frankrike långt efter de brittiska kolonierna både sett till befolkning och ekonomisk utveckling.
När det franska imperiet i Nordamerika växte började fransmännen också bygga ett mindre och lönsammare imperium i Västindien. Bosättningen längs den sydamerikanska kusten i det som idag är Franska Guyana började 1624, och en koloni grundades på Saint Kitts 1625 (som delades med engelsmännen fram till Utrechtfördraget 1713).
Fransk bosättning ökade även i det som idag utgör den Dominikanska republiken under början av 1630-talet. Compagnie des Îles de l'Amérique grundade kolonier i Guadeloupe och Martinique 1635, och en koloni grundades 1650 på Saint Lucia. Dessa kolonier var kraftigt beroende av slaveri från den afrikanska slavhandeln. På grund av motstånd från urbefolkningen utförde Frankrike även en etnisk rensning på kariber från Martinique 1660.
Frankrikes viktigaste koloniala besittning i Karibien etablerades 1664, när kolonin Saint-Domingue (idag Haiti) grundades på den västra halvan av den spanska ön Hispaniola. På 1700-talet växte Saint-Domingue till att bli den rikaste sockerkolonin i Karibien. Den östra halvan av Hispaniola (idag Dominikanska republiken) kom också under franskt styre under en kort period, efter att ha getts till Frankrike av Spanien 1795.

## Andra franska imperiet (1830-)
Med början i Alger 1830 byggde Frankrike upp ett nytt imperium. De största kolonierna låg i Nordafrika, Västafrika, på Madagaskar och i Indokina. Större delen av andra imperiet förlorades genom befrielsekrig i Indokina och Algeriet, och genom att Frankrike frivilligt lämnade ett stort antal kolonier.

## 2000-talet
Numera består resterna av detta stora imperium av hundratals öar och skärgårdar belägna i Nordatlanten, Västindien, Indiska oceanen, södra Stilla havet, norra Stilla havet och Antarktiska oceanen, liksom ett territorium i Sydamerika, Franska Guyana, på totalt 123 150 km², som bara uppgår till en procent av den totala franska kolonialimperiets yta före 1939. Befolkningen uppgick år 2006 till 2 543 000 invånare. Alla dessa har full politisk representation på nationsnivå liksom växlande grader av självstyrande lagstiftning. 

### Fotnoter
1. ↑  French Colonialism:  sid. xv–xx. 2023-07-31. doi:10.1017/9781108874489.002. http://dx.doi.org/10.1017/9781108874489.002. Läst 4 juli 2024.
2. ↑  Chafer, Tony (2002). The end of empire in French West Africa: France's successful decolonization?. Berg. ISBN 978-1-85973-552-7. Läst 4 juli 2024
3. ↑  Barclay, Fiona; Chopin, Charlotte Ann; Evans, Martin (2018-04-03). ”Introduction: settler colonialism and French Algeria” (på engelska). Settler Colonial Studies 8 (2):  sid. 115–130. doi:10.1080/2201473X.2016.1273862. ISSN 2201-473X. https://www.tandfonline.com/doi/full/10.1080/2201473X.2016.1273862. Läst 4 juli 2024.
4. ↑  SHIPWAY, M. J. (1998-04-01). ”Review. Greater France: A History of French Overseas Expansion. Aldrich, Robert”. French Studies 52 (2):  sid. 242–242. doi:10.1093/fs/52.2.242. ISSN 0016-1128. http://dx.doi.org/10.1093/fs/52.2.242. Läst 4 juli 2024.
5. ↑  ”French Union | Napoleonic, Revolution & Empire | Britannica” (på engelska). www.britannica.com. https://www.britannica.com/topic/French-Union. Läst 4 juli 2024.
6. ↑  ”La Francophonie – from cultural exchange to political purpose” (på engelska). www.eda.admin.ch. https://www.eda.admin.ch/eda/en/fdfa/fdfa/aktuell/newsuebersicht/2020/12/francophonie.html. Läst 4 juli 2024.
7. ↑  ”CFA Franc | History and information | BCEAO.” (på engelska). www.bceao.int. 1 juni 2016. https://www.bceao.int/en/content/history-cfa-franc. Läst 4 juli 2024.
8. ↑  ”Why France Failed in Mali” (på amerikansk engelska). War on the Rocks. 21 februari 2022. https://warontherocks.com/2022/02/why-france-failed-in-mali/. Läst 4 juli 2024.
9. ↑  Pendery, Steven R. (2010-01-01). A Survey Of French Fortifications In The New World,1530–1650. BRILL. sid. 41–63. ISBN 978-90-04-18732-0. http://dx.doi.org/10.1163/ej.9789004187542.i-278.19. Läst 4 juli 2024
10. ↑  Trudel, Marcel (1973) (på engelska). The beginnings of New France, 1524-1663. Toronto: McClelland and Stewart. https://archive.org/details/beginningsofnewf0000trud. Läst 4 juli 2024
11. ↑  Bishop, Charles; Miller, J. R. (1991). ”Skyscrapers Hide the Heavens: A History of Indian-White Relations in Canada”. Ethnohistory 38 (2):  sid. 208. doi:10.2307/482129. ISSN 0014-1801. http://dx.doi.org/10.2307/482129. Läst 4 juli 2024.
12. ↑  Ekberg, Carl J. (2000). French roots in the Illinois country: the Mississippi frontier in colonial times. Univ. of Illinois Press. ISBN 978-0-252-06924-6. Läst 4 juli 2024
13. ↑  Dewar, Helen (2010). ”Canada or Guadeloupe?: French and British Perceptions of Empire, 1760–1763” (på engelska). The Canadian Historical Review 91 (4):  sid. 637–660. doi:10.1353/can.2010.0046. ISSN 1710-1093. http://muse.jhu.edu/content/crossref/journals/canadian_historical_review/v091/91.4.dewar.html. Läst 4 juli 2024.
14. ↑  Cheney, Paul Burton (2010). Revolutionary commerce: globalization and the French monarchy. Harvard historical studies. Harvard University Press. ISBN 978-0-674-04726-6. OCLC 435628839. https://www.worldcat.org/title/435628839. Läst 4 juli 2024
15. ↑  H. P. Davis (1928). Black Democracy: The Story Of Haiti. Lincoln Mac Veagh The Dial Press. http://archive.org/details/blackdemocracyth008705mbp. Läst 4 juli 2024
16. ↑  ”French Guina” (på engelska). World Statesmen. http://www.worldstatesmen.org/Fr_Guiana.html. Läst 7 december 2015.